# زبان مخفی
زبان پنهان گونه‌ای از زبان رمزگونه است که به وسیلهٔ گروه‌های مختلف شامل جوانان، نوجوانان، سارقان (و سایر مجرمان) و ... به منظور پیشگیری از درک دیگران مورد استفاده قرار می گیرد.